# Jorge Carlos Patrón Wong
Mons. Jorge Carlos Patrón Wong (* 3. ledna 1958, Mérida) je mexický římskokatolický kněz, arcibiskup a sekretář pro semináře Kongregace pro klérus.

## Život
Narodil se 3. ledna 1958 v Méridě. Po střední škole vstoupil do kněžského semináře v Yucatánu, kde se věnoval studiu filosofie a teologie.
Na kněze byl vysvěcen 12. ledna 1988 a byl inkardinován do arcidiecéze Yucatán. V letech 1988 až 1993 navštěvoval Papežskou Gregoriánskou univerzitu kde získal licenciát ze spirituální teologie a psychologie.
Poté působil jako profesor v Maristickém centru vyšších studií, kaplan Universidad Marista de Mérida, arcidiecézní mluvčí a koordinátor komise komunikačních médií.
Roku 2000 byl jmenován rektorem vyššího semináře v Yucatánu a poté předsedou Organizace latinskoamerických seminářů.
Dne 15. října 2009 byl ustanoven biskupem koadjutorem diecéze Papantla. Biskupské svěcení přijal 15. prosince 2009 z rukou arcibiskupa Christopha Pierra a spolusvětiteli byli arcibiskup Emilio Carlos Berlie Belaunzarán a arcibiskup Hipólito Reyes Larios.
Dne 2. května 2012 nastoupil po rezignaci Lorenza Cárdenase Aregullína do funkce diecézního biskupa Papantly. Tuto funkci vykonával do 21. září 2013, kdy byl papežem Františkem jmenován sekretářem pro semináře Kongregace pro klérus a povýšen do hodnosti arcibiskupa ad personam.